# Ceratophysella ainu
Ceratophysella ainu är en urinsektsart som beskrevs av Riozo Yosii 1972. Ceratophysella ainu ingår i släktet Ceratophysella och familjen Hypogastruridae. Inga underarter finns listade i Catalogue of Life.